# Mistelten (art)
Mistelten (Viscum album) er en 20–50 cm høj busk, der som halvsnylter vokser på andre planter, især løvtræer. Mistelten findes kun meget sjældent vildtvoksende i Danmark. Ordet mistelten er af usikker oprindelse. Det kan være relateret til det tyske ord Mist, der betyder gødning, men i oldengelsk bliver mistel også anvendt for basilikum. Mistelten er giftig.

## Beskrivelse
Mistelten er en stedsegrøn halvsnylter med kugleformet vækst. Skuddene er glatte og lysegrønne med cirkelrundt tværsnit. Bladene sidder modsat, og de er spatelformede eller elliptiske med hel rand. Over- og underside er ensartet lysegrønne.
Blomstringen sker i marts-maj, og den består af kugleformet samlede gulgrønne småblomster, som ikke syner af meget. Frugterne er kuglerunde, halvt gennemsigtige, mælkehvide bær med én lysegrøn kerne. Frøene er indlejret i det sejt klæbrige frugtkød, som bidrager til at klæbe kernen fast til værtsplanten, når fugle fejer næbbet rent efter at have ædt frugtkødet. Desuden passerer frøene uskadte gennem fuglenes tarm og spredes derved med ekskrementerne.

Rodnettet består af et antal "sænkere", som trænger ind i værtplantens ved, hvor de henter vand og mineralske stoffer. Da planten selv sørger for fotosyntese, er den kun halvsnylter.
Højde x bredde og årlig tilvækst: 1 x 1 m (5 x 5 cm/år).

## Voksested
Arten er udbredt over det meste af Europa, Nordafrika og Asien, hvor den snylter på mange forskellige træarter. I Danmark er den sjælden som vildtvoksende, hvad der måske kan skyldes, at misteldroslen, dens vigtigste spreder, også er temmelig sjælden.

## Giftighed
Mistelten er giftig, hvis den kommer ind i blodomløbet. Giften kan udvindes ved at knuse planten mellem to sten, og da mistelten er stedsegrøn, er den giftig året rundt. Udtræk af planten indeholder lectin, som skulle være virksomt mod visse typer kræftceller. Mistelten hører derfor til de planter, der er grundigst undersøgt af farmakologer i moderne tid.

## Historisk
Den blev tidligere anset som en trylleplante, der kunne åbne dødsrigets porte, gøre ufrugtbare dyr frugtbare, og virke som serum mod alle typer gift. Stenalderens jægere kunne nedlægge selv store dyr, blot pilen var dyppet i misteltenens gift. Efterhånden som der blev mindre jagt, og misteltenen mere sjælden, gik den kundskab i glemmebogen, men har overlevet i finsk, jødisk og persisk tradition, samt i beretningen om Balders død, hvor misteltenen stadig er en dødelig plante; man havde blot glemt hvorfor. Det særlige ved mistelten – at den vokser som snylteplante på andre træer – ser ud til at være ukendt for både Snorre i Den Yngre Edda og forfatteren af Den Ældre Edda. Begge beskriver den som en plante, der vokser i jord.

## Anvendelse
I dag er det almindeligt at anvende mistelten som julepynt. Mistelten (Viscum album) anvendes i Europa, og Phoradendron leucarpum (på engelsk: Eastern mistletoe) i Nordamerika. Ifølge en juletradition er en mand og en kvinde, som kommer til at stå sammen under en mistelten, forpligtet til at kysse hinanden. For hvert kys skulle manden plukke et bær af misteltenen; og når der ikke var flere tilbage, skulle der heller ikke kysses mere.

## Underarter
Arten opdels i tre underarter alt efter værtstræet:
- Løvtræmistelten (Viscum album ssp. album) – på poppelarter, pilearter, æbletræer, hvidtjørne, hasselarter, robinie, birke, linde, lønne, rød-ege, samt arter af ask og avnbøg.
- Ædelgranmistelten (Viscum album ssp. abietis) – på ædelgranarter
- Fyrmistelten (Viscum album ssp. austriacum; synonym Viscum laxum) – på arter af fyr eller sjældnere på gran- og lærkearter.

## Eksterne links
- Naturbasen - Billeder og udbredelse i Danmark af Mistelten (art)
- About mistletoe